# سیبدر
سیبدر، روستایی از توابع بخش مرکزی شهرستان ملایر در استان همدان ایران است.

## جمعیت
این روستا در دهستان موزاران قرار دارد و براساس سرشماری مرکز آمار ایران در سال ۱۳۹۵، جمعیت آن ۱۲ نفر (۵خانوار) بوده‌است.
روستای سیبدر در زمستان سال 1398 نیز دارای لوله کشی گاز شده است. همین مسئله باعث شد جمعیت زیادی از شهرها به این روستا آمده و با ساخت خانه و ادامه دادن کشاورزی، سرزندگی و آبادانی را به روستای چند صد ساله سیبدر بازگردانند. هم اکنون قریب ۵۰ خانوار (۱۵۰ نفر) در سیبدر سکونت فصلی دارند.
سیبدر دارای طبیعتی بکر و زیبا می باشد و برای پیاده روی و طبیعت گردی بسیار مناسب می باشد. به گونه ای که با توجه به فاصله با راههای اصلی محل امنی برای دوچرخه سواری است و دوچرخه سواران معمولا از جاده اصلی روستا برای دوچرخه سواری استفاده می کنند.
روستای سیبدر از دو قسمت تشکیل شده است. قسمت پایینی روستا که مردم ساکن آن هستند و قسمت بالایی که بکر باقی مانده است.